# Empoasca galluxa
Empoasca galluxa är en insektsart som beskrevs av Davidson och Delong 1939. Empoasca galluxa ingår i släktet Empoasca och familjen dvärgstritar.
Artens utbredningsområde är Arizona. Inga underarter finns listade i Catalogue of Life.